# گویازیت
گویازیت  (به انگلیسی: Goyazite) با فرمول شیمیایی SrAl3[(OH)6 - [PO4] - PO3 OH] از مجموعه کانی هاست و از نام ناحیة Goyaze در برزیل اخذ شده‌است. به سختی در اسیدها حل می‌شود. SrO:۲۲٫۴۵٪  Al2O۳:۳۳٫۱۴٪  P2O۵:۳۰٫۷۵٪  H2O:۱۳٫۶۶٪  وادخال‌های Fe,Ba برای اولین بار در برزیل کشف شد و از نظر شکل بلور: رمبوئدر- قرصی شکل، رنگ: زرد لیموئی - صورتی، شفافیت: شفاف، شکستگی: نامنظم، جلا: شیشه‌ای - چرب، رخ: کامل- مطابق با سطح، سیستم تبلور: رمبوئدریک و در رده‌بندی فسفات است همچنین خاصیت مغناطیسی ندارد و منشأ تشکیل آن پگماتیتی - ثانوی است.
همایند کانی‌شناسی (پارانژ) آن آپاتیت - توپاز- باریت- آپاتیت- پیریت- برتراندیت است
، از نظر ژیزمان بلوری - دانه‌های همسان کمیاب است و بیشتر در آلمان غربی، سوئیس، URSS، آمریکا، برزیل یافت می‌شود.

## منبع
- پردیس کشاورزی ایران